# 埃内斯蒂娜
埃内斯蒂娜是巴西南大河州的一个市镇。总面积239.147平方公里，总人口3010人，人口密度12.6人/平方公里。